# Claes Dahlgren
Claes Dahlgren, född 17 januari 1917, död 23 juni 1979, var programledare i Sveriges radio under tre decennier, mest känd för sina program om jazz. 

## Biografi
Som ung ledde Claes Dahlgren ett eget jazzband i Malmö, under pseudonymen Jack Harlen. Han började tidigt recensera och skriva om jazz, i synnerhet i den för jazzentusiaster viktiga Orkester Journalen. Efter flytten till Stockholm 1942 fortsatte han att skriva om jazz. 
Claes Dahlgren flyttade med familj till New York 1949 och började året därefter att producera sina radioprogram, som framförallt byggde på intervjuer med de främsta jazzmusikerna i USA och uppspelningar från deras senaste skivor. Vid sidan om dessa reportageprogram, Jazzglimtar från USA, hade han även andra mer allmänna program om underhållning och nöjen i USA och New York.  Programmen sändes ungefär en gång i månaden. I New York började han även att skriva bredare om amerikansk underhållning i Expressen och Fickjournalen. Vidare blev han medarbetare för det svenska skivbolaget Metronome och hjälpte dem på olika sätt att bevaka den amerikanska musikvärlden. Samtidigt var han kontaktman och PR-agent för svenska jazzmusiker i USA. Han hjälpte flera av dem att få spelningar där, som till exempel Arne Domnérus och Harry Arnold. Genom att få svenska musikers skivor spelade i amerikansk radio och hjälpa dem med kontakter och spelningar kunde han främja svensk jazz i denna musikens ursprungsland.
År 1964 blev Claes Dahlgren chef för Sveriges Radios New York-kontor. Därmed fick han överge de andra uppdragen, men kunde fortsätta med sina radioprogram.  Ett viktigt uppdrag han hade för Sveriges Radio var att placera radioprogram om Sverige på engelska (producerade av Radio Sweden) hos icke-kommersiella amerikanska radiostationer.  
Claes Dahlgren avled till följd av en hjärtinfarkt 1979.